# La Resistencia
La Resistencia (La Résistance en français), aujourd'hui plus communément appelé les Cárteles Unidos (Cartels Unis), est un groupement de différentes organisations criminelles mexicaines initialement formé pour combattre l'expansion de Los Zetas. Les Cárteles Unidos (CU) ont aujourd’hui pour ennemi principal le Cartel de Jalisco Nouvelle Génération.

## Histoire
Durant l'année 2010, plusieurs groupes criminels commencent un travail de rapprochement afin de former une organisation capable de repousser l'expansion de Los Zetas dans les États de Michoacán et de Jalisco. Ignacio Coronel Villarreal, un des fondateurs du Cartel de Sinaloa, réussit à faire se rapprocher le Cartel de Sinaloa, le Cartel du Golfe et le Cartel des chevaliers templiers et à ainsi former La Resistencia, qui s'alliera aussi avec La Familia Michoacana et le Cartel de Milenio,.
Ignacio Coronel Villarreal est tué par l'Armée mexicaine le 29 juillet 2010 à Zapopan, Jalisco. Cet événement entraîne un conflit interne au sein du Cartel de Milenio, entre deux groupes, La Resistencia et le Cartel de Jalisco Nouvelle Génération. La Resistencia forme alors une alliance avec Los Zetas, son ennemi originel, en septembre 2011, pour faire face au Cartel de Jalisco Nouvelle Génération. Un autre fondateur de la Resistencia, Ramiro « El Molca » Pozos González, est arrêté le 11 septembre 2012 à Metepec, État de Mexico. Il est présenté par les autorités à ce moment comme le leader du groupe,,.